# Granulocystis
Granulocystis är ett släkte av grönalger. Enligt Catalogue of Life ingår Granulocystis i familjen Oocystaceae, ordningen Chlorococcales, klassen grönalger, fylumet alger och riket växter, men enligt Dyntaxa är tillhörigheten istället familjen Tubulicrinaceae, ordningen Polyporales, klassen Agaricomycetes, fylumet basidiesvampar och riket svampar.
Släktet innehåller bara arten Granulocystis verrucosa.